# アルフレード・ラモス・マルチネス
アルフレード・ラモス・マルチネス（Alfredo Ramos Martínez、1871年11月3日 - 1946年11月8日）は、モダニズム作品や壁画で知られるメキシコの画家である。

## 略歴
メキシコ北東部のヌエボ・レオン州のモンテレイの商店主の息子に生まれた。1890年から8年間、メキシコシティーの国立美術学校(Escuela Nacional de Bellas Artes)で、画家のサンチャゴ・レブル(Santiago Rebull Gordillo: 1829-1902)や彫刻家のヘスース・フルクトゥオーソ・コントレーラス(1866-1902)に学んだ。
ラモス・マルチネスの才能はアメリカの慈善家で、カリフォルニア州、バークレーに人類学博物館を設立したフィービー・ハースト( Phoebe Hearst)が知るところとなり、ハーストの支援でパリに留学することができた。 ヨーロッパには9年間滞在し、ポスト印象派の画家たちの作品を知ることになり、パリのサロン・ドートンヌなどにも出展した 。
1909年にメキシコに帰国し、国立美術学校で働き、1910年からヨーロッパ滞在中の作品の展示会を開いた。
1913年にメキシコシティー近隣の街、Santa Anita Zacatlamancoに、野外絵画学校(Escuela al Aire Libre de Pintura)を開いた 。
1928年に結婚し、翌年娘が生まれたが、先天的な病気にかかっていて、よい治療をうけるために医者の勧めで、1930年ころ、家族とアメリカに移った。ミネソタで治療を受けた後、ロサンゼルスでの治療で娘の健康は改善した。ラモス・マルチネスはアメリカでの活動を続け、ロサンゼルスで展覧会を開き、ハリウッドの映画業界の成功者たちを顧客に得ることができた。アメリカ国籍を取り、アメリカ各地で壁画を制作した。
ロサンゼルスで没した。

## 作品

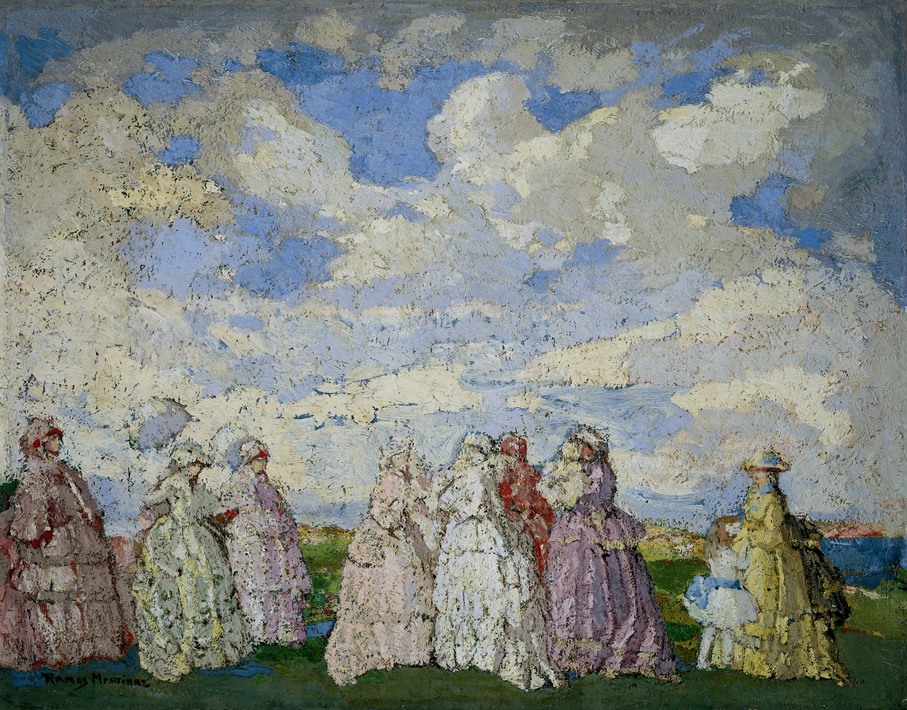
野外パーティー(1905)
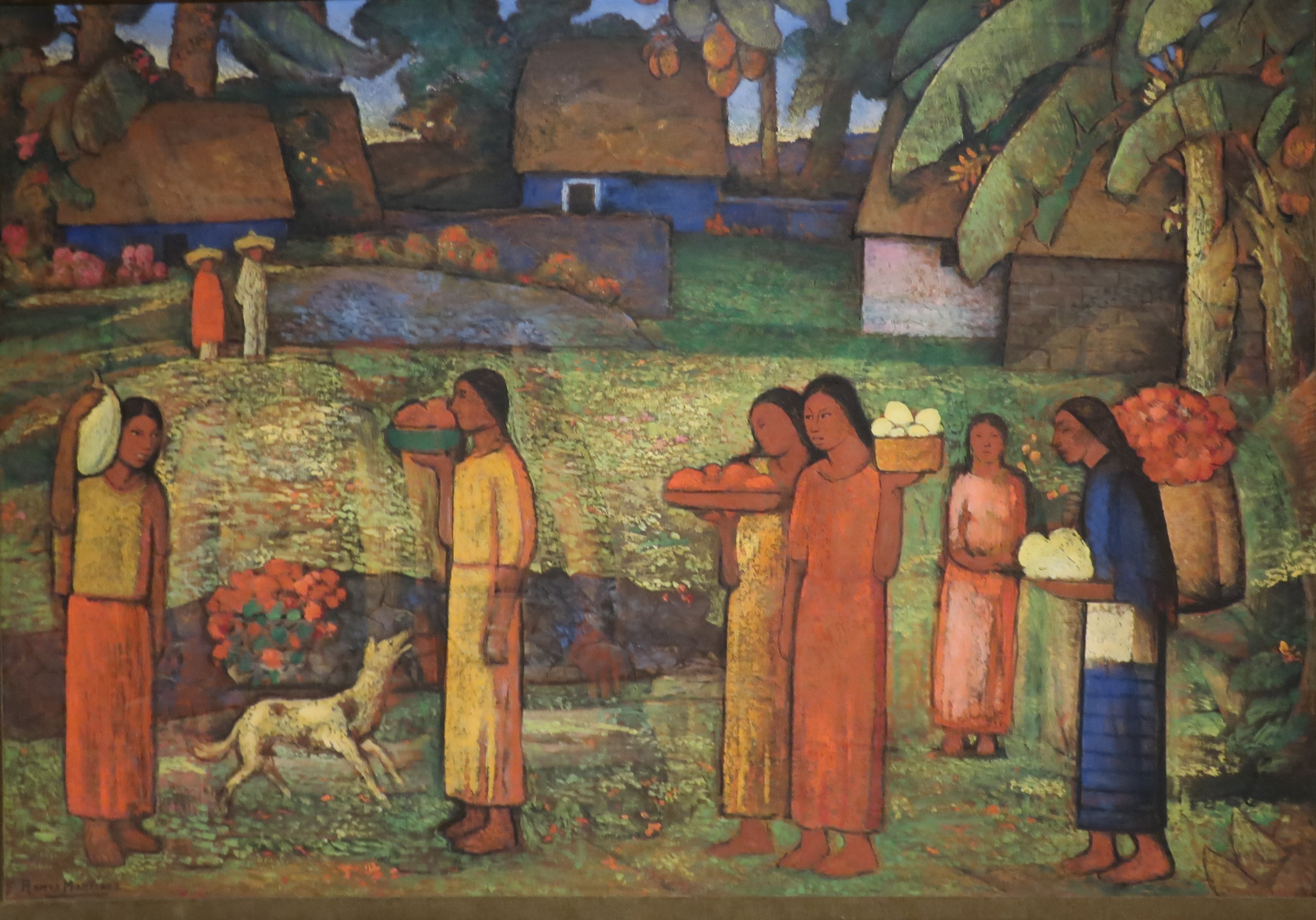
食べ物を運ぶ女性
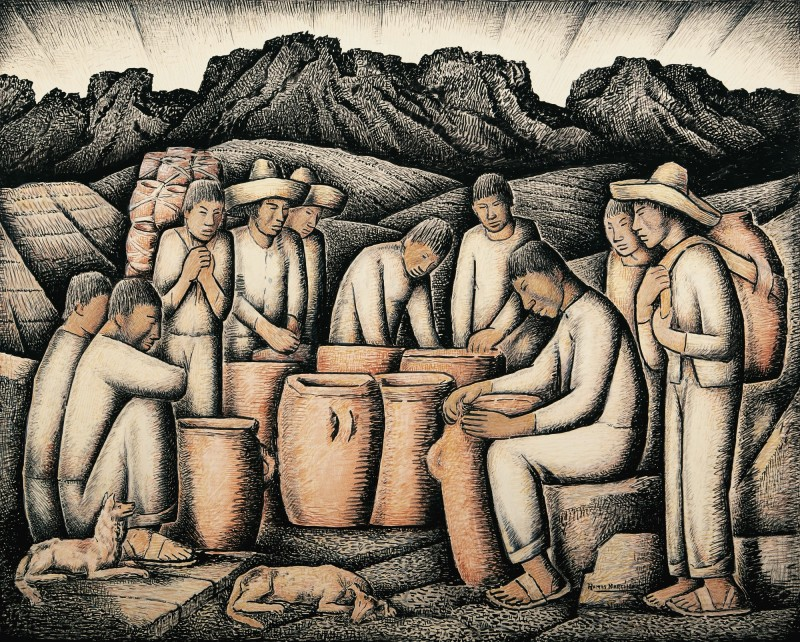
陶工 (1935)

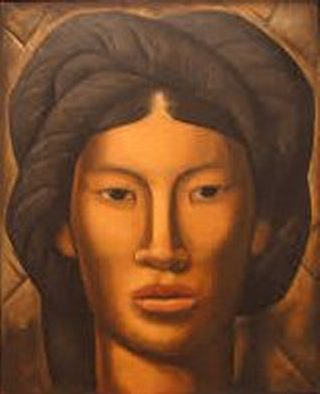
La Malinche
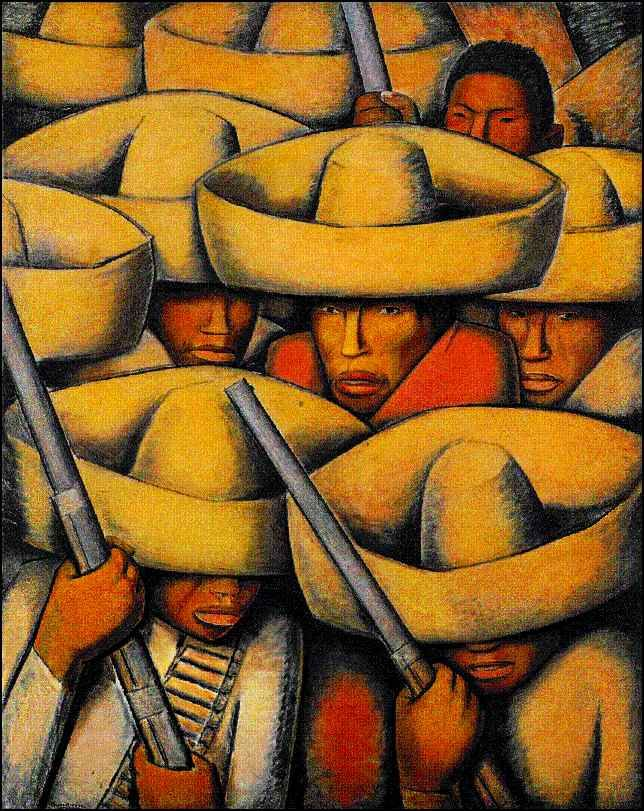
Zapatistas(c.1932)
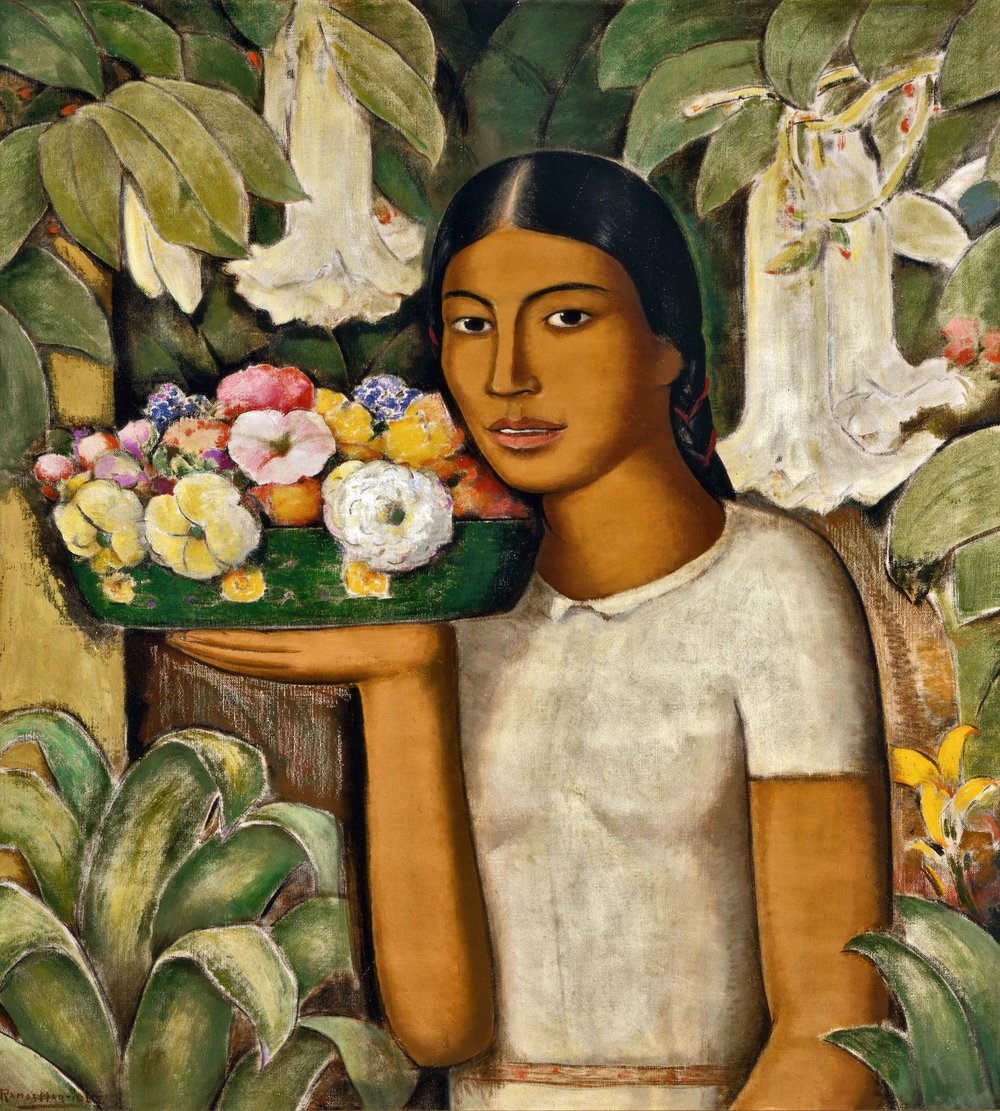
Mujer con Flores (c.1932)
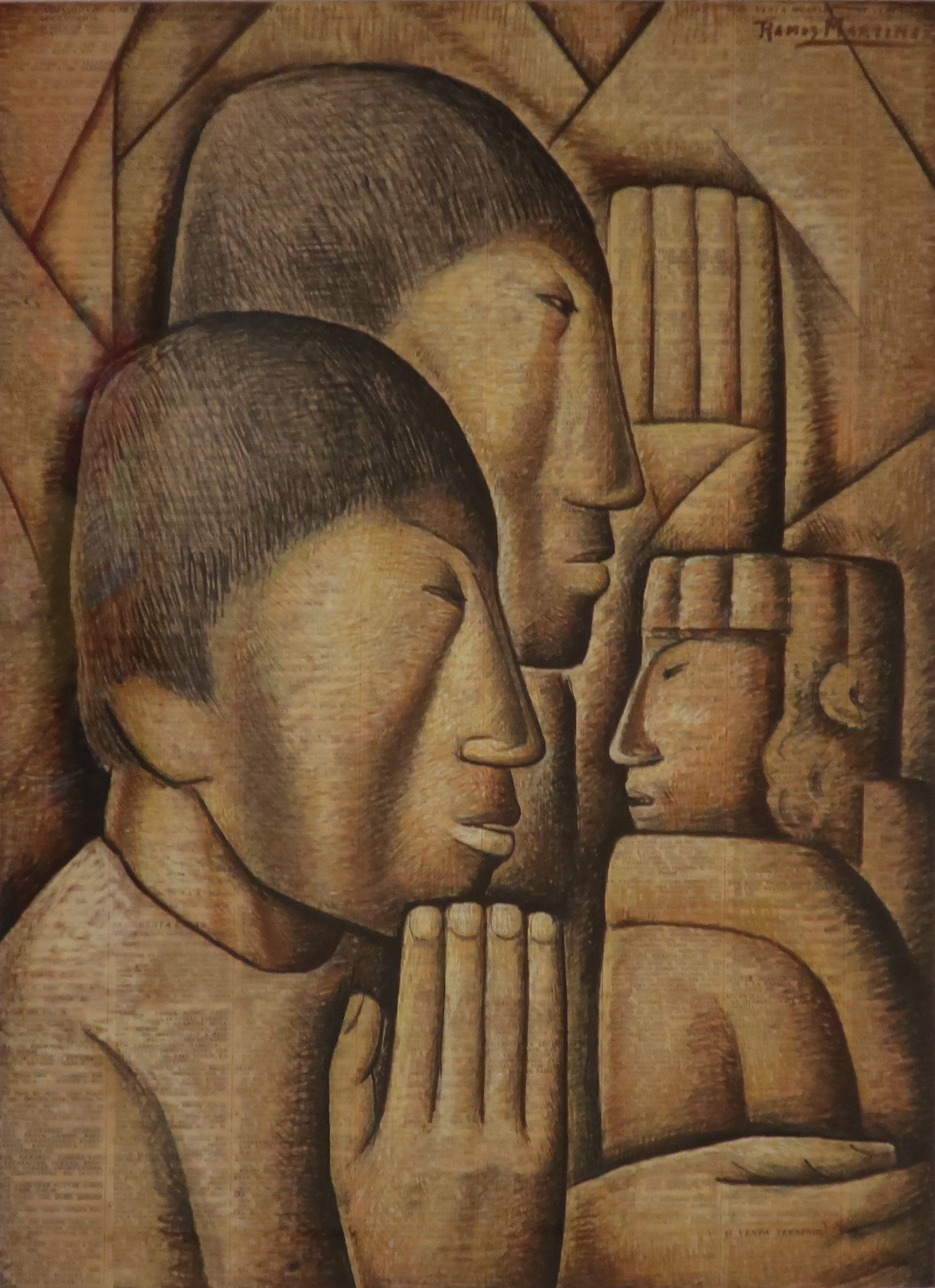
Indians' Worship (1942)